# Thomas Tharayil (Geistlicher, 1899)
Thomas Tharayil (* 5. Mai 1899 in Kaipuzha, Distrikt Kottayam, Kerala, Indien; † 26. Juli 1975) war ein indischer Geistlicher und syro-malabarischer Bischof von Kottayam.

## Leben
Thomas Tharayil empfing am 18. Dezember 1926 die Priesterweihe für die Eparchie Kottayam.
Papst Pius XII. ernannte ihn am 9. Juni 1945 zum Koadjutorbischof von Kottayam und Titularbischof von Azotus. Der Bischof von Kottayam, Alexander Chulaparambil, spendete ihm am 7. Oktober desselben Jahres die Bischofsweihe; Mitkonsekratoren waren der Bischof von Vijayapuram, Juan Vicente Araña y Idígoras, und der Bischof von Trichur, George Alapatt.
Mit dem Tod Alexander Chulaparambils am 8. Januar 1951 folgte er ihm als Bischof von Kottayam nach. Er nahm an den ersten beiden Sitzungsperioden des Zweiten Vatikanischen Konzils als Konzilsvater teil.
Am 5. Mai 1974 nahm Papst Paul VI. seinen altersbedingten Rücktritt an.